# NDepend
 (mars 2013).
NDepend est un outil d'analyse statique utilisé pour le codage en C# et .NET. Il permet de gérer la qualité et la sécurité du code. L'outil propose un grand nombre de fonctionnalités, du reporting Web CI/CD au Quality Gate et la visualisation des dépendances. Pour cette raison, la communauté l'appelle le « couteau suisse » pour les développeurs .NET.

## Fonctionnalités

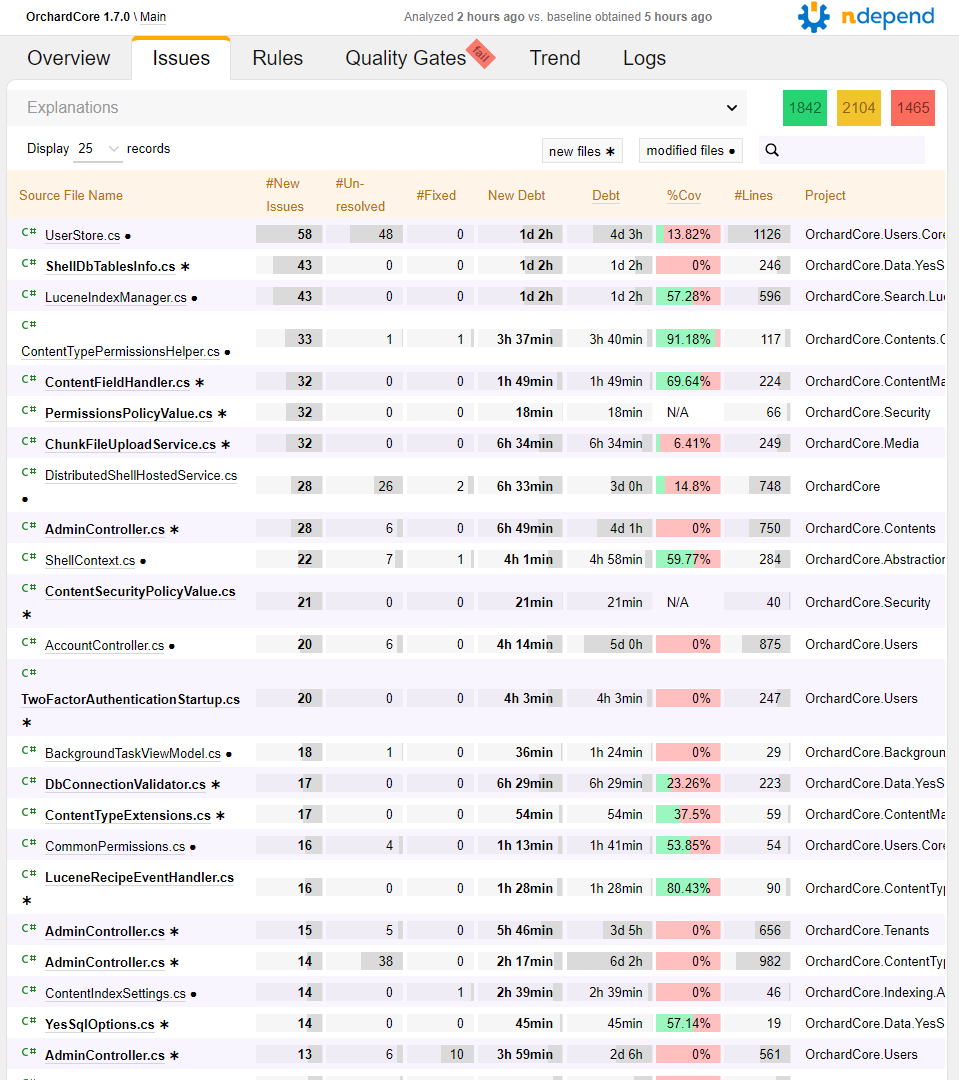
NDepend Report Source Files List

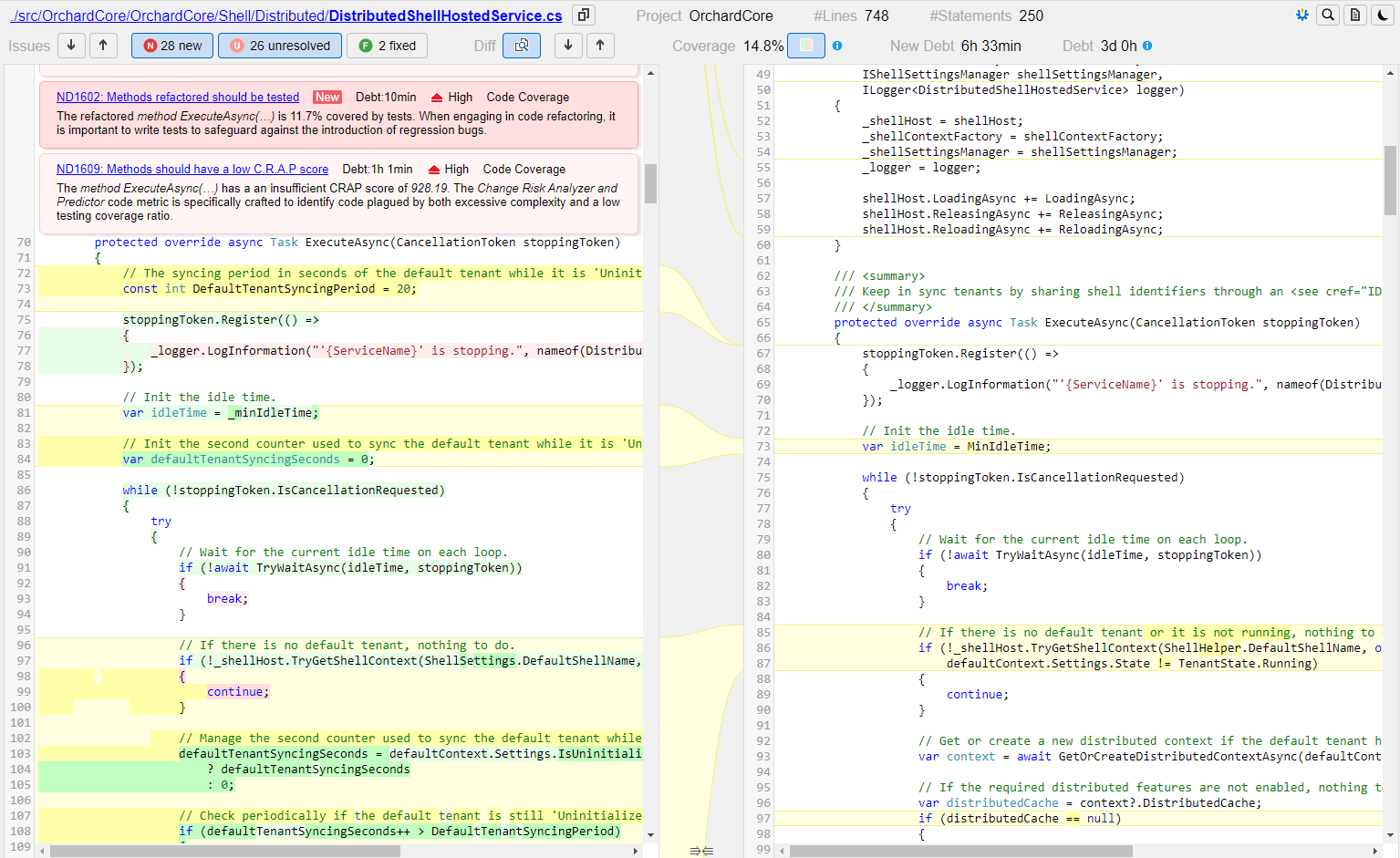

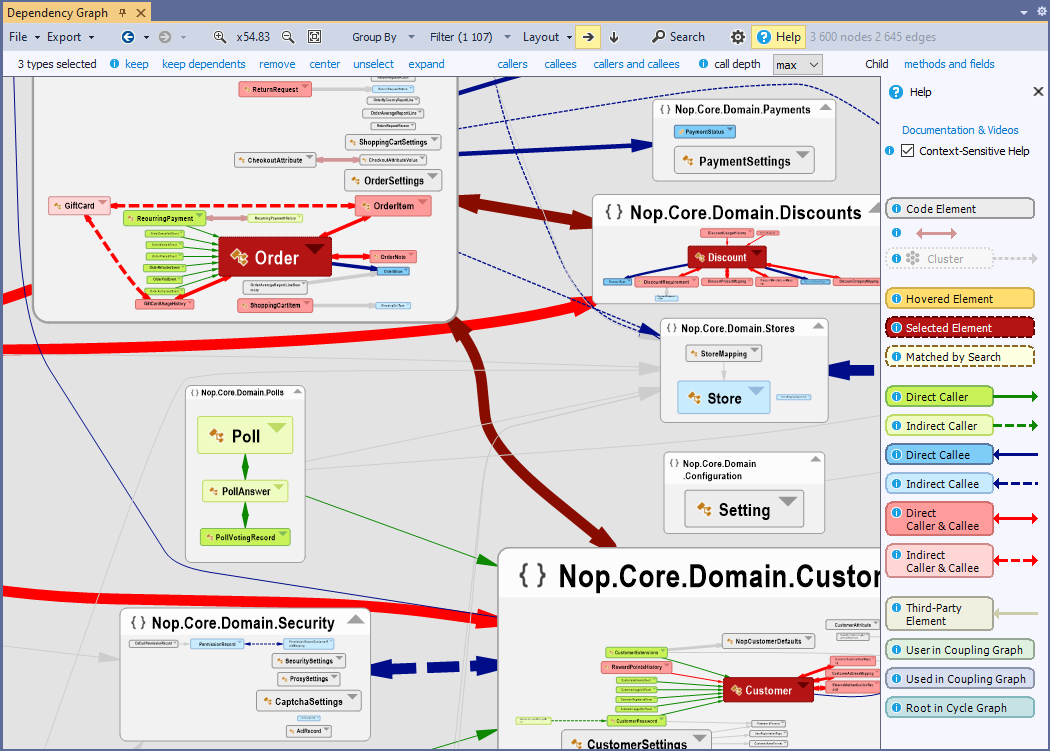

Les principales fonctionnalités sont:
- Rapports Web interactifs sur tous les aspects de la qualité et de la sécurité du code .NET Exemples de rapports ici. Les rapports peuvent être créés sur n'importe quelle plateforme : Windows, Linux et MacOS
- Importation des problèmes de Roslyn Analysers
- Quality Gates
- Intégration CI/CD avec Azure DevOps, GitHub Action, Bamboo, Jenkins, TeamCity, AppVeyor ...
- Visualisation des dépendances (à l'aide de dependency graphs et matrice de dépendance)
- Estimation Intelligente de la Dette Technique
- Règle de code déclarative sur requête C# LINQ (CQLinq).
- Métrique de Code (NDepend prend actuellement en charge plus de 100 métriques de code : Complexité Cyclomatique ; Couplage etc.)
- Importation de données de couverture de code à partir de Visual Studio Coverage, dotCover, OpenCover, NCover, NCrunch.
- Tous les résultats sont comparés à une version antérieure (baseline) permettant à l'utilisateur de se concentrer sur les problèmes nouvellement identifiés.
- Intégration avec Visual Studio 2022, 2019, 2017, 2015, 2013, 2012, 2010, ou peut s'exécuter de manière autonome via VisualNDepend.exe, côte à côte avec JetBrains Rider ou Visual Studio Code.

## Livers qui mentionnent NDepend
- Girish Suryanarayana, Ganesh Samarthyam, and Tushar Sharma. Refactoring for Software Design Smells: Managing Technical Debt (2014)
- Marcin Kawalerowicz and Craig Berntson. Continuous Integration in .NET (2010)
- James Avery and Jim Holmes. Windows developer power tools (2006)
- Patrick Cauldwell and Scott Hanselman. Code Leader: Using People, Tools, and Processes to Build Successful Software (2008)
- Yogesh Shetty and Samir Jayaswal. Practical .NET for financial markets (2006)
- Paul Duvall. Continuous Integration (2007)
- Rick Leinecker and Vanessa L. Williams. Visual Studio 2008 All-In-One Desk Reference For Dummies (2008)
- Patrick Smacchia. Practical .Net 2 and C# 2: Harness the Platform, the Language, the Framework (2006)